# Ochotona huangensis
Thỏ cộc Tần Lĩnh (tên khoa học: Ochotona huangensis) là một loài động vật có vú thuộc Họ Ochotona của Bộ Thỏ. Chúng rất ít được biết đến.
Chúng hiếm khi được tìm thấy, và là một trong 6 loài thỏ cộc đặc hữu ở miền trung Trung Quốc. Vẫn chưa có nghiên cứu thực sư nào về số lượng quần thể của chúng. Loài này được Matschie mô tả năm 1908.

## Phân bố
Là loài đặc hữu của vùng núi ở miền trung Trung Quốc. Chúng sinh sống trong những khu vực rừng và cây bụi miền núi ở Tần Lĩnh, trong phạm vi các tỉnh Thiểm Tây và Thanh Hải.

## Phân loài
- Ochotona huangensis huangensis: Nguyên chủng, sinh sống tại vùng Tần Lĩnh[3].
- Ochotona huangensis xunhuaensis: Chủng Tuần Hóa, sinh sống tại khu vực huyện cùng tên trong tỉnh Thanh Hải[4].